# 山口県立華陵高等学校
山口県立華陵高等学校（やまぐちけんりつ かりょうこうとうがっこう）は、山口県下松市に所在する公立の高等学校。
県内で唯一英語科を有する。日本の校歌の歌詞としては珍しく、英文が含まれていることでも知られている。硬式野球部が2008年（平成20年）の選抜高等学校野球大会（春の甲子園）に21世紀枠で出場。校訓は「感動・探究・健康そして雄飛」。

## 設置学科
- 普通科（2クラス）
- 英語科（1クラス）

## 歴史
- 1987年（昭和62年）4月 開校
- 2002年（平成14年）4月 普通科英語コースを改編し英語科設置
- 2003年（平成15年）4月 文部科学省「スーパー・イングリッシュ・ランゲージ・ハイスクール」指定（3年間）
- 2006年（平成18年）4月 文部科学省「スーパー・イングリッシュ・ランゲージ・ハイスクール」再度指定（3年間）

## 部活動

### 硬式野球部
- 2008年春（第80回）に21世紀枠で出場。2回戦で慶應（神奈川）を1-0で破ったが、3回戦で天理（奈良）に1-10で敗退（ベスト16）。
- 2009年夏（第91回）に夏の大会初出場を決める。2回戦で立正大淞南（島根）に0-1で敗退。

### 舞台芸術部
- 舞台芸術部は過去4回、全国高等学校総合文化祭に出場している。2011年度の全国高等学校総合文化祭では文部科学大臣賞（最優秀賞）を獲得した。

## アクセス
- JR岩徳線 周防花岡駅より徒歩
- 山陽本線 徳山駅・下松駅より防長交通バス

## 著名な卒業生
- 魚谷香織 - 競艇選手
- 渡辺おさむ - 現代美術家